# 迪士尼徽章交換
迪士尼徽章交換（英語：Disney Pin Trading）是一項買賣及交換有關迪士尼動畫、樂園設施等徽章的活動，具有長遠歷史，並由迪士尼將之正式廣為推廣。一年之間會有上千個徽章出產，部份徽章更屬限量發售。每個徽章的基本價格為7.95美元。而節日徽章或特別版徽章（例如有配件裝飾、瑩光或3D效果）的價錢則可上至14.95美元；另外一些珍寶或特大珍寶徽章價錢更可達20美元至120美元不等。徽章經常會因為特別日子、電影首映、徽章交換日或紀念樂園設施開幕而發行，部份更廣受二手市場買家熱愛。大部份迪士尼徽章乃以瓷漆或於金層面上釉而製，而徽章通常背後有一個針頭並配以一個膠塞（部份體積較大的徽章設有不只一個針頭及膠塞）。如要得到徽章，可在各迪士尼專門店或樂園內的商店購買，或者與工作人員及樂園其他遊客交換。

## 發展歷史
一直以來，徽章交換活動活躍於所有迪士尼主題公園。然而，直到1999年，華特迪士尼世界度假區 為慶祝千禧年才首次引入徽章交換活動。當時高層Paul Pressler正式將活動納入市場推廣一部分，並正名為「迪士尼徽章交換」（Disney Pin Trading）。翌年，此股熱潮迅即擴至迪士尼樂園度假區 並大受歡迎，從此確立其成為大多數徽章交換活動中心之地位。
基於推廣成功，迪士尼決定把徽章交換推廣至巴黎迪士尼樂園、東京迪士尼樂園、香港迪士尼樂園及迪士尼遊輪，每個地方都有其獨有徽章及交換傳統。儘管 東京迪士尼渡假區 的徽章交換活動受延誤，但徽章依然以為嘉年華遊戲的獎品向遊客派發，園內亦有徽章發售。而在其他迪士尼主題公園，徽章的種類繁多。遊客除了可在綜合商店選購，亦可到一些特設攤檔購買或與演藝人員交換。

## 交換守則
迪士尼經已印制小冊子向遊客介紹徽章交換方法及交換禮儀。交換徽章時需注意以下事項:
- 若然向樂園內演藝人員交換徽章，徽章必需由金屬製造並且包含任何與迪士尼動畫人物、樂園、樂園設施等相關的元素。更甚，徽章背後必須有迪士尼版權認可標記。
- 遊客每一次只可與演藝人員交換一個徽章，章後需有膠塞包裹針頭。
- 遊客每日只可向同一位演藝人員交換兩次徽章。
- 未經他人許可，切勿擅自觸碰他人之徽章及項帶。
- 向演藝人員交換之徽章不能與其項帶上的徽章重複。
- 遊客不能在迪士樂園範圍內私下以金錢方式交易徽章。

以上皆為小冊子中部份守則，各地徽章交換傳統雖然有異，但原則上更以小冊子內指引為本。

## 概況
在所有迪士尼渡假區內, 有不同種類的徽章作出售及交換之用。大多數商店內的演藝人員均會戴上項帶或腰包，上面扣著不同徽章，以便隨時與遊客交換徽章。若然徽章交換不影響日常工作，部份演藝人員亦會戴上項帶以便與遊客交換徽章。部份管理人員亦會掛上項帶，惟控制遊樂設施不可以戴上項帶。部份於迪士尼樂園 或華特迪士尼世界 內工作的演藝人員會分別戴上綠光暗藍色或綠色項帶，以便與3至12歲的小孩交換徽章。
每個項帶大約扣有十二個徽章，若然遊客能向演藝人員出示有效徽章，演藝人員一定要與遊客交換身上任何徽章。演藝人員不能因個人喜惡或徽章稀有程度而拒絕交換，惟遊客出示不合規格的徽章或其行為違犯交換徽章守則者，則不在此限。
每位遊客只可以於一日內向同一位演藝人員交換兩個徽章。惟當演藝人員的項帶轉交另一位演藝人員，則遊客可向另一位演藝人員重新交換徽章，儘管實際上所使用的是同一條項帶。
至於徽章建基於甚麼因素而促成其有效與否，則因各地而異。於迪士尼樂園 及迪士尼加州冒險樂園 內，演藝人員不會接受背後有扣針或領針的徽章，此項政策始於2008年實施，此舉間接禁止演藝人員接受任何迪士尼於1980年代生產之徽章，從而引起關注。此項新政策現已刊列於小冊子及相關資訊欄上。
巴黎迪士尼樂園 內，演藝人員並不接受來自於: 歐洲迪士尼、柯達、Arthus Bertrand、DisneyStore, 、西班牙(另稱sedesma pins) 或德國（另稱ProPins）的徽章. 以上只為部份限制，完則守則以法文刊製，並由演藝人員配戴於項帶之上。
徽章收藏者能接個人喜好，向人展示其種類繁多的收藏員。不同色彩及款式的項帶皆有發售，以便收藏者向其他人展示及交換徽章。收藏者能以不同工具保存或展示徽章，包括：徽章袋、徽章本、徽章架、徽章軟木版等。更甚者，有收藏者更會把徽章扣滿背心、帽等等，務求以創意方式於園內引起關注。

## 徽章流通區域
- 迪士尼樂園度假區（Disneyland Resort） 
  - 迪士尼樂園（Disneyland）
  - 迪士尼加州冒險樂園（Disney's California Adventure）
  - 迪士尼市中心交換區（Downtown Disney Traders）
- 華特迪士尼世界度假區（Walt Disney World Resort） 
  - 神奇王國（Magic Kingdom）
  - 米高梅影城（Disney's Hollywood Studio）
  - 未來世界（Epcot）
  - 迪士尼動物王國（Disney's Animal Kingdom）
  - 迪士尼市中心 (佛羅里達)（Downtown Disney）
- 巴黎迪士尼樂園度假區（Disneyland Resort Paris） 
  - 巴黎迪士尼樂園（Disneyland Park）
  - 華特迪士尼影城（Walt Disney Studios Park）
  - 迪士尼村莊（Disney Village）
- 香港迪士尼樂園度假區（Hong Kong Disneyland Resort）
  - 香港迪士尼樂園（Hong Kong Disneyland）
- 迪士尼郵輪（Disney Cruise Lines）
- 伯班克迪士尼影城（Walt Disney Studios, Burbank）
- 華特迪士尼幻想工程師（Walt Disney Imagineering）
- Disney's Soda Fountain and Studio Store
- 部分迪士尼商店（Disney Store）、迪士尼網上商店（Disney shopping online stores）

## 迪士尼徽章交換術語
以下術語皆以英語為準:
- Build-A-Pin - Build-A-Pin計劃於2002年 引入，遊客可以自行選擇徽章背景底板及卡通人物配件，並由機器將兩者組合特製而成。此計劃於2004年夏天結束。

- Continuing the Pin Trading Tradition Pin -亦稱為CTT pin，此類徽章每年專為一類獲演藝人員認可之遊客特製。若然遊客能遵守徽章交換禮儀，表現良好並樂於推廣徽章交換活動，即可獲此徽章以作嘉許。

- Fantasy Pin -此類徽章由徽章收藏者自行設計並生產，徽章仿真程度高卻非迪士尼官方認可。這些徽章不能向演藝人員交換，不過在收藏者圈子內廣為流通。迪士尼官方有時會生產一些與這些徽章極為相似的徽章。

- FREE-D - Free-D徽章上會有凸出的膠裝飾以營造立體視覺效果。此類徽章有時會有腿色情況、裝飾部份易被染污，故需特別保養。

- GWP - GWP (Gift with Purchase) 徽章乃發予於一次交易內，能買滿25元美金的顧客。

- HHG - HHG徽章乃以幽靈公館（the Haunted Mansion）內的鬼怪—Hitchhiking Ghosts作主題的徽章。

- HM -HM可以指為有關於：幽靈公館（Haunted Mansion）或隱形米奇（Hidden Mickey ）的徽章。

- 珍寶徽章（Jumbo Pins） - 珍寶徽章即一類尺寸比常規徽章為大的徽章。此類徽章一般比常規徽章為昂貴，價錢由US$20 至US$35不等。傳統上，美國迪士尼每月會生產於750個約值25元美金的珍寶徽章。而香港迪士尼樂園於一些特別日子，如季度節慶活動、樂園設施開慕，皆可能發行珍寶徽章，其中更會有限量版本。

- 限量版徽章（Limited Edition pins） -限量版徽章（LE Pin）即是一般限量生產及發售的徽章。每個限量徽章背面皆會列明限量數量。有時候，每個限量版徽章更會個別編碼，如#XXX of XXXX (視乎生產數量)。

## 徽章交換活動
各地迪士尼樂園都會定期不同類型活動，以聚集徽章收藏者交流溝通。
以香港迪士尼樂園為例，2007年 起樂園正式引入「徽章交換同樂日」，並於每年約復活節假週末時舉辦。活動不外乎「奇妙時刻」、「驚喜時刻」等不同遊戲，供收藏者參與。另外，特別限量版徽章亦會於活動期間發售。

## 外部連結
- 「迪士尼徽章交換」官方網站 （页面存档备份，存于）
- 徽章資料庫網站 （页面存档备份，存于）